# Самсберийские ведьмы

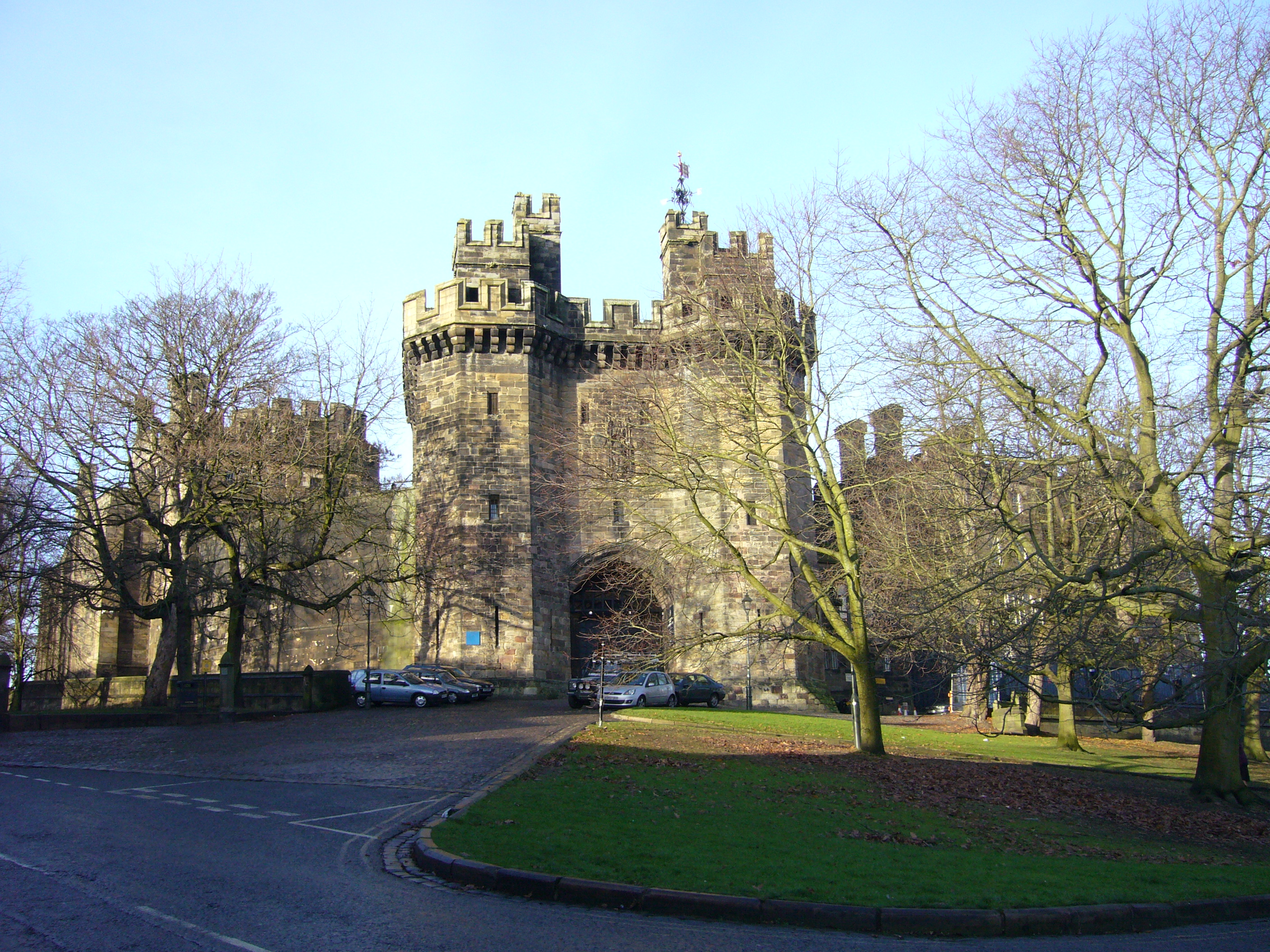
Ланкастерский замок, где содержались самсберийские ведьмы летом 1612 года

Самсберийские ведьмы — три женщины из деревни Самсбери в Ланкашире — Джейн Саутворт, Дженнет Бирли и Эллен Бирли, обвинённые 14-летней девочкой, Грейс Сауэрбаттс, в ведовстве. Суд присяжных, который проходил в Ланкастере 19 августа 1612 года, был одним из серии процессов над предполагаемыми ведьмами, длившимся в течение двух дней. Этот процесс был необычным для Англии того времени по двум причинам: Томас Поттс, клерк суда, опубликовал материалы процессов в своей книге The Wonderfull Discoverie of Witches in the Countie of Lancaster, а число обвиняемых, признанных виновными и повешенными, были необычно высоким — десять человек в Ланкастере и ещё несколько в Йорке. Однако все три женщины из Самсбери были оправданы.
Обвинения, выдвинутые против женщин, включали в себя убийство ребёнка и каннибализм. В отличие от них, другие подсудимые тех же присяжных, среди которых были так называемые Пендлские ведьмы, обвинялись в Maleficium'е — причинении вреда людям с помощью колдовства. Дело в отношении трёх женщин «эффектно» рухнуло, когда главный свидетель обвинения, Грейс Сауэрбаттс была представлена судье как «инструмент лжесвидетельства в руках католического священника». Многие историки, в частности, Хью Тревор-Ропер, полагают, что суды над ведьмами в XVI и XVII веках были следствием религиозной борьбы того времени, когда Католическая и протестантские церкви были полны решимости искоренить то, что они рассматривали как ересь.